# اندیس داهوئیه
داهوئیه یک اندیس غیرفلزی است که در حوالی شهر زرند استان کرمان قرار دارد و مادهٔ معدنی موجود در آن، فسفات است.  